# Монтелеоне-ди-Пулья
Монтелеоне-ди-Пулья (итал. Monteleone di Puglia) — коммуна в Италии, располагается в регионе Апулия, в провинции Фоджа.
Население составляет 1311 человек (2008 г.), плотность населения составляет 36 чел./км². Занимает площадь 36 км². Почтовый индекс — 71020. Телефонный код — 0881.
Покровителем населённого пункта считается святой San Rocco.

## Демография
Динамика населения:

## Администрация коммуны
- Официальный сайт: